# International Federation of the Phonographic Industry
De International Federation of the Phonographic Industry (IFPI) is een in november 1933 opgerichte, internationale non-profitorganisatie die de muziekindustrie vertegenwoordigt. Van oorsprong probeert ze muziekproducenten juridische bescherming te bieden. Ze doet onderzoek naar en rapporteert over de verkoopcijfers van muziekuitgaven en andere ontwikkelingen (bijvoorbeeld jaarrapporten over digitale muziek). Tevens probeert ze piraterij te ontmoedigen, biedt ze haar leden advies aan op juridisch vlak en komt ze door middel van lobbying op voor de belangen van de muziekindustrie. De werkwijze van de IFPI verandert in de loop der tijd: in 2005 klaagde ze nog 963 individuen aan wegens piraterij, maar anno 2011 trok ze de effectiviteit van dit soort afzonderlijke zaken in twijfel en hoopte ze dat overheden een belangrijkere rol zouden spelen.
De IFPI reikt twee verschillende prijzen uit:
- IFPI Platinum Europe Awards, voor artiesten of bands van wie een album in Europa meer dan een miljoen keer is verkocht.
- IFPI Middle East Awards, voor gouden en platina platen in het Midden-Oosten.

Het hoofdkantoor van de IFPI is gevestigd in City of Westminster (Londen). De IFPI bestaat uit nationale afdelingen, zoals IFPI Belgium en British Phonographic Industry. De Recording Industry Association of America staat op zichzelf, maar wordt weleens gezien als lid van de IFPI. Platenlabels en -maatschappijen kunnen lid zijn van een landelijke afdeling of van de IFPI zelf.